# 2023年のイタリア
2023年のイタリア （2023ねんのイタリア）では、2023年のイタリアに関する出来事について記述する。

## 国家元首等
- 共和国大統領
  - 第12代: セルジョ・マッタレッラ （無所属、2015年2月3日 - ）
- 共和国首相
  - 第68代: ジョルジャ・メローニ （イタリアの同胞、メローニ内閣：2022年10月22日 - ）

## できごと

### 通年
- イタリアにおける2019年コロナウイルス感染症の流行状況

### 1月

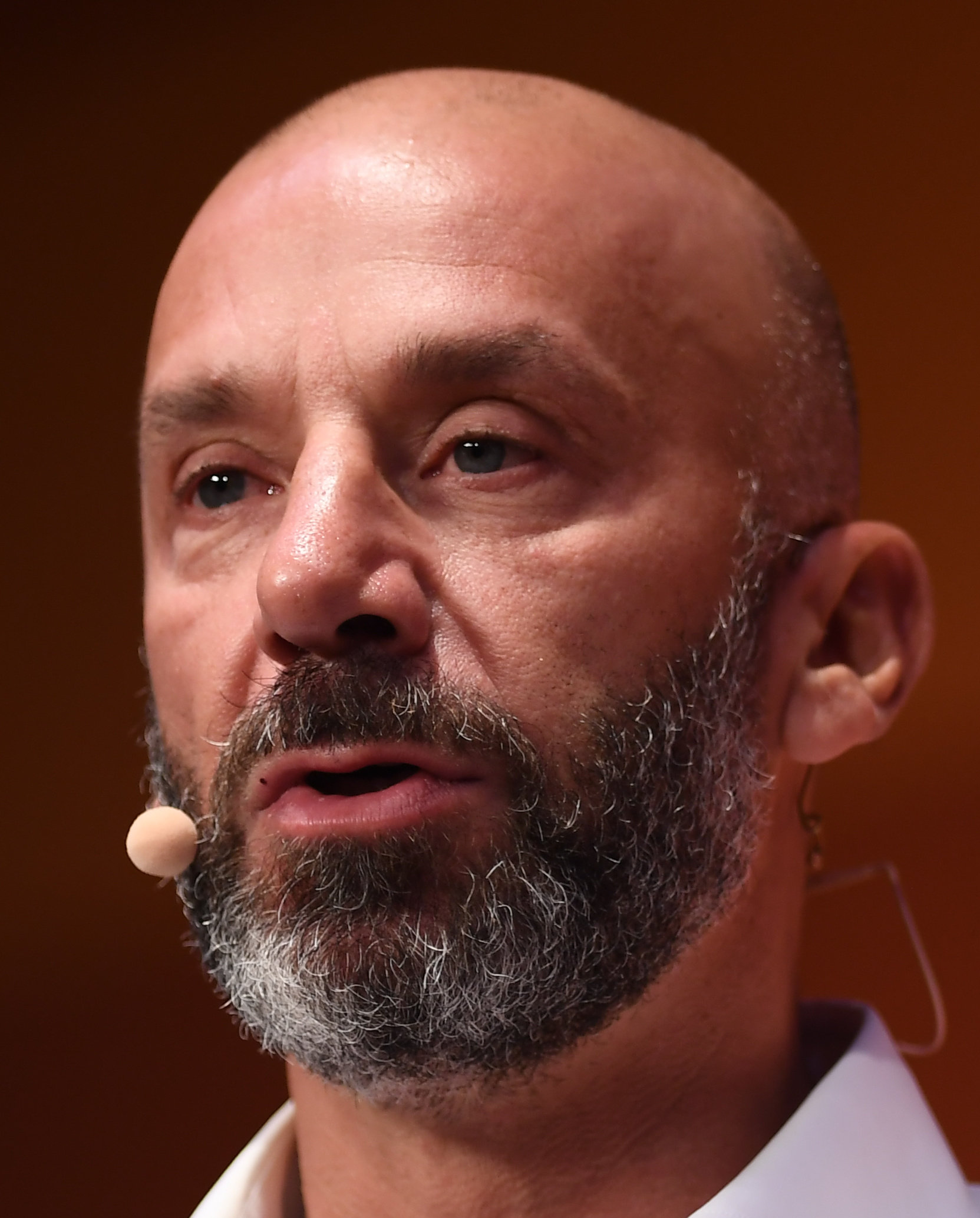
ジャンルカ・ヴィアッリ

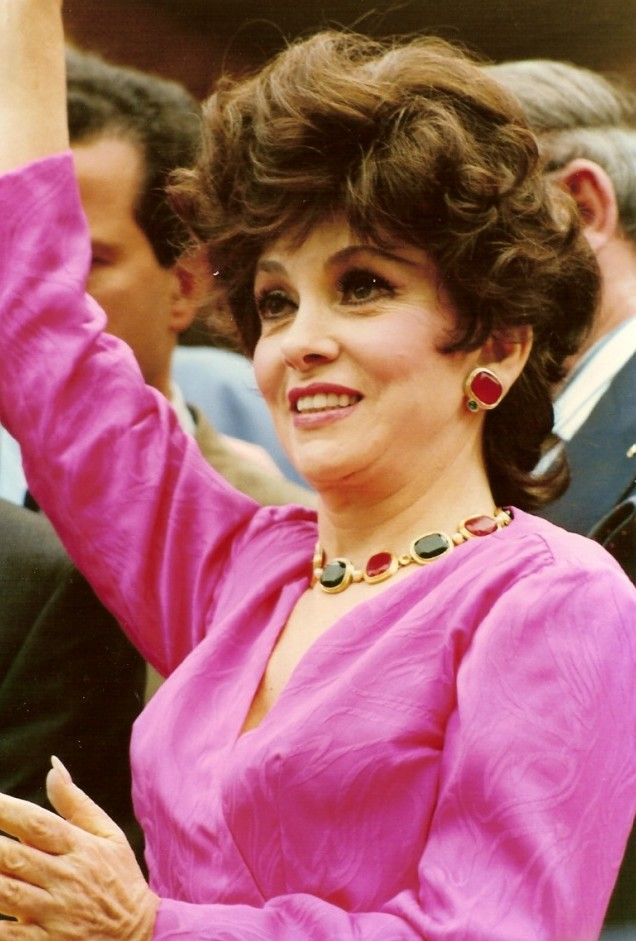
ジーナ・ロロブリジーダ

- 1月5日 - 前年12月31日に亡くなったベネディクト16世の葬儀をフランシスコがバチカン市国サン・ピエトロ広場で主宰[1]。
- 1月16日 - マフィア・コーサ・ノストラのボスで複数の殺人事件への関与や爆発物使用の疑いでイタリアの最重要指名手配犯となっていたマッテオ・メッシーナ・デナーロ（英語版）をシチリア島で逮捕[2]。

### 2月
- 2月20日 - ヴェネト州ヴェネツィアのカナル・グランデが低潮と雨不足の影響で運河の水位が低下し、ゴンドラの運行が中止[3]。
- 2月26日 - カラブリア州沖でトルコからの移民船が岩に衝突して難破し、少なくとも63人が死亡[4]。

### 3月
- 3月15日 - SSCナポリの本拠地スタディオ・ディエゴ・アルマンド・マラドーナで開催されたアイントラハト・フランクフルト（ ドイツ）とのUEFAチャンピオンズリーグ 2022-23 決勝トーナメント1回戦の2ndレグの試合後に暴動によりサポーター8人が逮捕[5]。
- 3月16日 - 2023 ワールド・ベースボール・クラシックの決勝トーナメント1回戦でイタリア代表が日本代表にスコア3-9で敗退[6]。
- 3月18日 - ラグビー・2023年シックス・ネイションズ・チャンピオンシップにイタリア代表が出場したが、5連敗で6チーム中の最下位だった。

### 4月
- 4月7日 - 国家統計局の発表で前年の出生数が39万2600人と判明し、1861年の国家統一以来初めて40万人を下回った[7]。
- 4月11日 - 政府が移民に関する非常事態宣言。滞在を認められない移民らの送還を迅速化する狙い[8]。
- 4月25日 - NBA・オーランド・マジックに所属のパオロ・バンケロが新人王を受賞[9]。
- 4月18日 - 政府の移民に関する非常事態宣言に関連して、フランチェスコ・ロロブリジーダ（英語版）農業相が「民族の入れ替えは受け入れられない」と発言[10]。

### 5月
- 5月2日 - エミリア＝ロマーニャ州で豪雨が発生し、少なくとも10人が死亡[11]。
- 5月4日 - セリエA (サッカー) 2022-2023第33節でSSCナポリが33年ぶり3度目の優勝（ディエゴ・マラドーナが在籍していたとき以来）、シーズン終了後にルチアーノ・スパレッティが最優秀監督賞を受賞[12]。
- 5月5日 - ジュゼッペ・コンテ前首相が選挙運動中にワクチン反対派の男に襲撃された。容疑者はイタリアにおける新型コロナウイルス感染症流行によるロックダウン（英語版）を課した当時の首相を非難した[13]。
- 5月9日 - ATPツアー・マスターズ1000・2023年のイタリア国際 (テニス)（英語版）を開催。
- 5月10日 - 第68回ダヴィッド・ディ・ドナテッロ賞作品賞をフェリックス・ヴァン・フルーニンゲン、シャルロッテ・ファンデルメールシュ両監督の『帰れない山』が受賞。
- 5月13日 - ウォロディミル・ゼレンスキーウクライナ大統領がイタリア、バチカン市国を訪問し、フランシスコ、マッタレッラ大統領、メローニ首相と会談[14]。
- 5月14日～15日 - 2023年イタリア地方選挙（英語版）
- 5月16日 - UEFAチャンピオンズリーグ 2022-23 決勝トーナメントの準決勝でインテルナツィオナーレ・ミラノとACミランのミラノダービーが実現し、インテルが2戦合計スコア3-0で決勝進出[15]。
- 5月17日
  - 2023年のF1世界選手権で週末に予定されていた2023年エミリア・ロマーニャグランプリが洪水の影響で中止を決定[16]。
  - セリエA (バレーボール) 2022-2023（英語版）でトレンティーノ・バレーがプレーオフ決勝の第5戦でASバレー・ルーベを破って8年ぶり5度目の優勝[17]。
- 5月22日 - 同年1月に不正会計問題で勝ち点が暫定的に15が剥奪されていた、ユヴェントスFCに対して勝ち点10の剥奪が決定[18]。
- 5月27日 - ジロ・デ・イタリア2023でプリモシュ・ログリッチ（ スロベニア）が優勝。イタリア人選手の最高はバーレーン・ヴィクトリアスに所属のダミアーノ・カルーゾの4位[19]。
- 5月28日 - ロンバルディア州とピエモンテ州の州境にあるマッジョーレ湖で観光船が強風にあおられ転覆し、情報機関の情報員2人を含む4人が死亡[20]。
- 5月31日 - UEFAヨーロッパリーグ 2022-23 決勝でASローマがセビージャFC（ スペイン）にPK戦の末に敗れて準優勝[21]。

### 6月

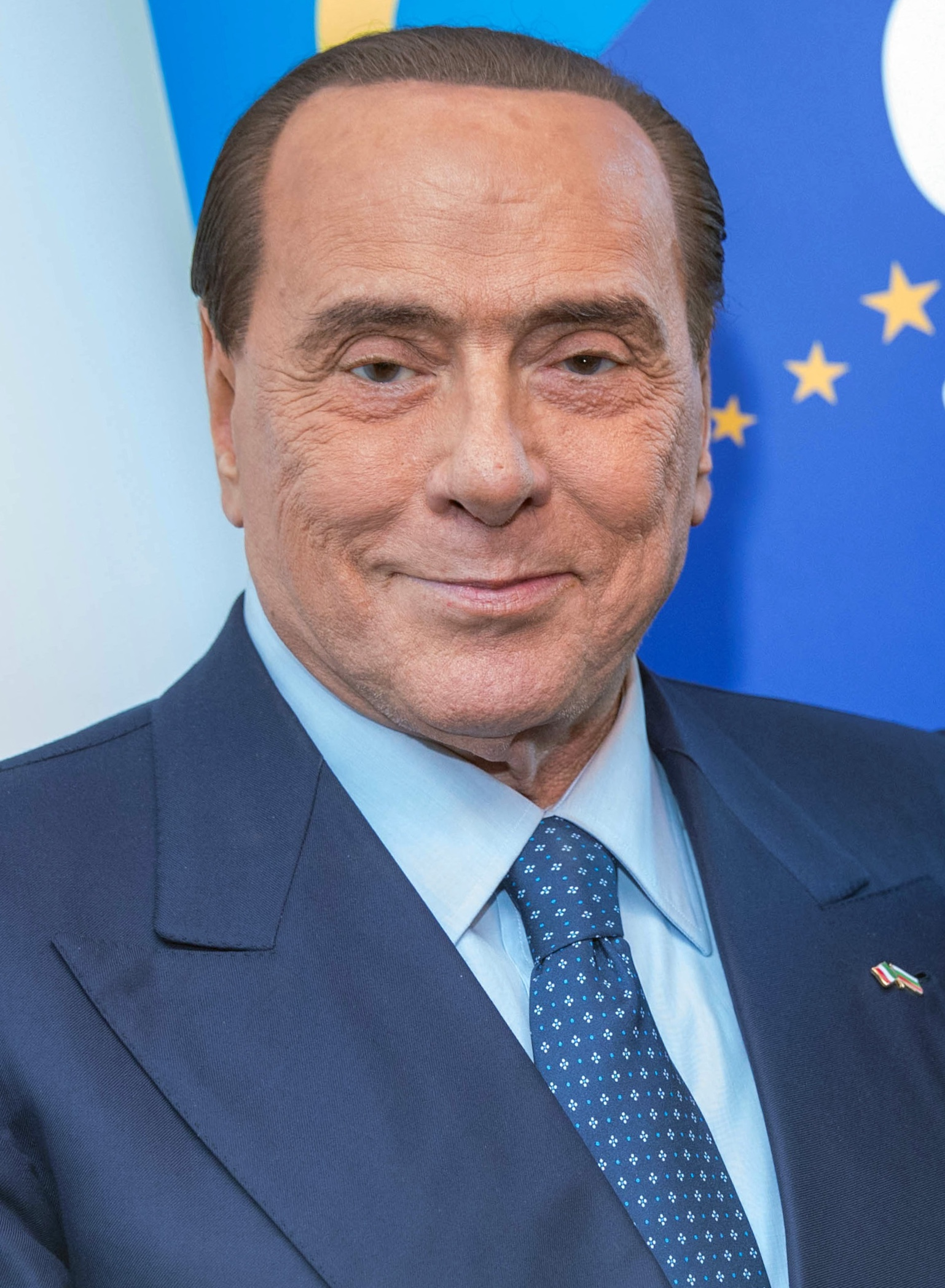
シルヴィオ・ベルルスコーニ

- 6月2日 - トスカーナ州フィレンツェで開催された2023年ダイヤモンドリーグ（英語版）の女子1500メートル競走でフェイス・キピエゴン（ ケニア）が3分49秒11の世界新記録（英語版）を達成[22]。
- 6月7日 - UEFAヨーロッパカンファレンスリーグ 2022-23 決勝でACFフィオレンティーナがウェストハム・ユナイテッドFC（ イングランド）にスコア1-2で敗れて準優勝[23]。
- 6月10日 - UEFAチャンピオンズリーグ 2022-23 決勝でインテルナツィオナーレ・ミラノがマンチェスター・シティFC（ イングランド）にスコア0-1で敗れて準優勝[24]。
- 6月11日
  - 2023 FIFA U-20ワールドカップ決勝でイタリア代表がウルグアイ代表に0-1で敗れて準優勝[25]。
  - セリエB (サッカー) 2022-2023の昇格プレーオフ決勝2ndレグで、カリアリ・カルチョがSSCバーリを後半アディショナルタイムの決勝点によって破り、2シーズンぶりに昇格。監督のクラウディオ・ラニエリはシーズン途中に14位だった前年12月に就任し、5位でレギュラーシーズンを終えていた[26]。
- 6月14日 - 同月12日に亡くなったシルヴィオ・ベルルスコーニ元首相の国葬がミラノのドゥオーモ（ミラノ大聖堂）で執り行われた[27]。
- 6月18日 - UEFAネーションズリーグ2022-23・決勝ラウンドの3位決定戦でイタリア代表がオランダ代表をスコア3-2で破って3位となった[28]。
- 6月25日 - 2023年のヨーロッパ陸上競技チーム選手権大会（英語版）でイタリアが優勝。
- 6月27日
  - 道路交通法の改正案を閣議決定し、電動キックボードの運転者に対してナンバープレート、保険、ヘルメット着用などを義務付け[29]。
  - イタリアサッカーで反ユダヤ主義対策の取り組みの一環として、背番号88のユニホーム着用が禁止となった[30]。

### 7月
- 7月3日 - ACミランのサンドロ・トナーリがニューカッスル・ユナイテッドFCに移籍金7000万ユーロで移籍。イタリア人史上最高額の移籍金となった[31]。
- 7月12日 - ナポリで屋外に展示されていたミケランジェロ・ピストレット（英語版）による作品『ぼろぎれのヴィーナス（英語版）』が放火によって消失[32]。
- 7月13日 - 2023年FIVB女子バレーボールネーションズリーグの準々決勝でイタリア代表がトルコ代表にセット数0-3で敗れて6位となった[33]。
- 7月14日～30日 - 2023年世界水泳選手権
  - 2023年世界水泳選手権イタリア選手団（英語版）
- 7月19日 - ヴェネト州で最大直径10cmの雹が降り、100人以上が負傷[34]。
- 7月23日 - 2023年FIVB男子バレーボールネーションズリーグの3位決定戦でイタリア代表が日本代表に敗れて4位となった[35]。
- 7月28日 - 2023年世界水泳選手権の女子水球競技（英語版）でイタリア代表が3位決定戦で銅メダルを獲得。大会優秀選手にロベルタ・ビアンコーニ（英語版）が選出された[36]。

### 8月

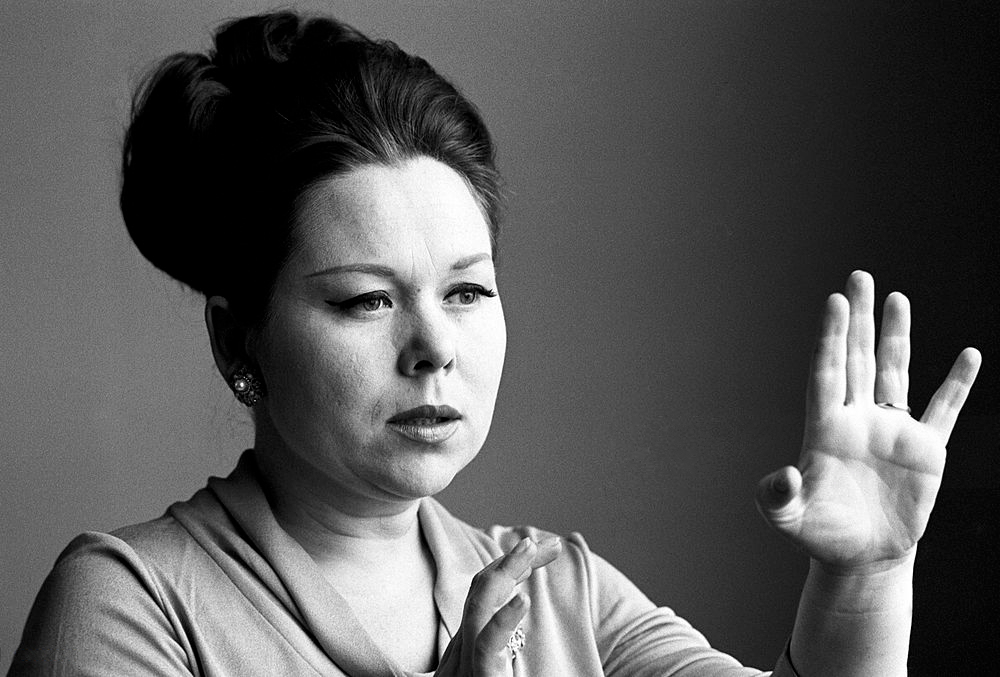
レナータ・スコット

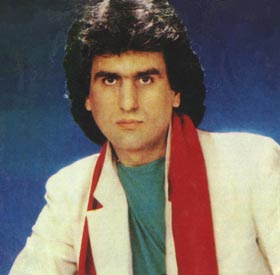
トト・クトゥーニョ

- 8月2日 - 2023 FIFA女子ワールドカップのグループGでイタリア代表が1勝2敗でグループステージ敗退となった[37]。
- 8月15日～9月3日 - 2023年バレーボール女子欧州選手権（ ベルギー、 エストニア、 ドイツとの共催）
- 8月28日～9月16日 - 2023年バレーボール男子欧州選手権（ 北マケドニア、 ブルガリア、 イスラエルとの共催）
- 8月30日 - ピエモンテ州トリノ県ブランディッツォで鉄道保守作業員の5人が走行中の列車にひかれて死亡[38]。
- 8月30日～9月9日 - 第80回ヴェネツィア国際映画祭
  - 金獅子賞にヨルゴス・ランティモス監督の『哀れなるものたち』
  - 審査員大賞に濱口竜介監督の『悪は存在しない』
- 8月31日 - 国際連合・人種差別撤廃委員会がイタリアサッカー界に対して人種差別の問題があるとして警告[39]。

### 9月
- 9月3日 - 2023年バレーボール女子欧州選手権の3位決定戦でイタリア代表がオランダ代表にセット数0-3で敗れて4位となった。
- 9月9日 - 2023年FIBAバスケットボール・ワールドカップの7位決定戦でイタリア代表がスロベニア代表にスコア85-89で敗れて8位となった[40]。
- 9月16日
  - 2023年バレーボール男子欧州選手権の決勝でイタリア代表がポーランド代表にセット数0-3で敗れて準優勝。
  - ピエモンテ州トリノ近郊で空軍の曲技飛行隊の練習機が墜落。パイロットは着地の直前にパラシュートで脱出したが、地上にいた1人が死亡[41]。

### 10月
- 10月3日 - ヴェネト州ヴェネツィアでバスが高架橋から落下し炎上する事故が発生し、21人が死亡[42]。
- 10月6日
  - ラグビーワールドカップ2023のプールAでイタリア代表が2勝2敗で敗退となった[43]。
  - サッカーポーランド代表のピオトル・ジエリンスキがイタリア国籍を取得[44]。
- 10月7日 - イル・ロンバルディアでタデイ・ポガチャル（ スロベニア）が史上3人目となる3連覇を達成[45]。
- 10月26日 - サッカーイタリア代表のサンドロ・トナーリがACミランに所属していたときに賭博に関わったとしてイタリアサッカー連盟から10ヶ月の出場停止処分[46]。

### 11月
- 11月19日 - 2023年ATPファイナルズでヤニック・シナーがイタリア人として初の準優勝[47]。
- 11月25日 - セリエA・ACミランのフランチェスコ・カマルダが史上最年少となる15歳8ヶ月15日で初出場（従来の記録はウィズダム・アメイ（英語版）の15歳9ヶ月1日）[48]
- 11月26日 - テニス・デビスカップ2023（英語版）でイタリアが47年ぶり2度目の優勝[49]。

### 12月
- 12月6日 - 西側諸国として唯一参加していた一帯一路からの離脱を正式に中国に通知[50]。

## 周年
- 2月3日 - チェルミス・ロープウェイ切断事件によって20人が死亡してから25年
- 12月1日 - ベルガモ県・グレノダム（英語版）の決壊によって350人以上が死亡してから100年

## 死去

### 1月
- 1月1日 - マリオ・アルタリ（英語版）：実業家、政治家（* 1938年）
- 1月2日 - マッシモ・トゥルチ（イタリア語版）：声優（* 1930年）
- 1月3日 - ジョルジョ・トンベジ（英語版）：政治家（* 1926年）
- 1月5日 - エルネスト・カスターノ（英語版）：サッカーイタリア代表 (DF)（* 1939年）
- 1月6日 - ジャンルカ・ヴィアッリ：サッカー選手 (FW)、イタリア代表通算59試合16得点、監督（* 1964年）
- 1月10日 - ガウデンツィオ・ベルナスコーニ（英語版）：サッカーイタリア代表 (MF)（* 1932年）
- 1月12日 - ビットーリオ・ガラッティ（英語版）：建築家（* 1927年）
- 1月14日 - ジャンフランコ・バルチェロ（英語版）：画家（* 1924年）
- 1月16日 - ジーナ・ロロブリジーダ：女優、イタリア共和国功労勲章（* 1927年）
- 1月22日 - ジャンフランコ・ゴベルティ（英語版）：画家（* 1939年）
- 1月23日 - パトリツィオ・ビリオ（英語版）：サッカー選手 (MF)（* 1974年）
- 1月28日 - カルロ・タベッキオ（英語版）：政治家、実業家、イタリアサッカー連盟会長（* 1943年）
- 1月29日 - ビト・キメンティ（英語版）：サッカー選手 (FW)、監督（* 1953年）
- 1月31日 - ルイジ・パシネッティ：経済学者（* 1930年）

### 2月
- 2月1日 - レナート・ベナーリア（英語版）：サッカー選手 (MF)、監督（* 1938年）
- 2月3日
  - セルジオ・ソッリ（英語版）：俳優（* 1944年）
  - ジュゼッピーナ・ベルサーニ（英語版）：フェンシング選手（* 1949年）
- 2月4日 - ルチアーノ・アルマーニ（英語版）：自転車競技選手（* 1940年）
- 2月7日 - ピオ・デミリア：ジャーナリスト（* 1954年）
- 2月8日 - エレナ・ファンキーニ（英語版）：アルペンスキー選手（* 1985年）
- 2月15日 - ダリオ・ペンネ（英語版）：俳優（* 1938年）
- 2月16日
  - ジョルジョ・ルッフォロ（英語版）：政治家、環境大臣（* 1926年）
  - アルベルト・ラディウス（英語版）：ギタリスト、シンガーソングライター、フォルムラ・トレメンバー（* 1942年）
  - マリオ・ズルリーニ（英語版）：サッカー選手 (DF)、監督（* 1942年）
- 2月17日 - マウリツィオ・スカパロ（英語版）：演出家（* 1932年）
- 2月18日 - イラリオ・カスタネル：サッカー選手 (FW)、監督（* 1940年）
- 2月24日 - マウリツィオ・コスタンツォ（英語版）：テレビ司会者、ジャーナリスト、脚本家（* 1938年）
- 2月26日 - クルツィオ・マルテーゼ（英語版）：ジャーナリスト、政治家（* 1959年）

### 3月
- 3月5日 - ピエロ・ジラルディ（英語版）：造形作家（* 1942年）
- 3月8日 - イタロ・ガルビアーティ（英語版）：サッカー選手 (MF)、監督（* 1937年）
- 3月12日 - クリス・クーパー：アメリカ出身の野球選手 (投手)、野球イタリア代表（* 1978年）
- 3月16日 - フランコ・ロテッリ：精神科医（* 1942年）
- 3月21日 - フランチェスコ・マセッリ（英語版）：映画監督、脚本家（* 1930年）
- 3月22日 - ルーシー・サラーニ：活動家（* 1924年）
- 3月26日 - イバノ・マレスコッティ（英語版）：俳優、劇場監督（* 1946年）

### 4月
- 4月5日 - セルジオ・ゴリ（英語版）：サッカーイタリア代表 (MF)（* 1946年）
- 4月13日 - ジュリア・イトゥマ（英語版）：バレーボールイタリア女子U-20代表（英語版）（* 2004年）
- 4月14日 - イルマ・ブランク（英語版）：ドイツ出身の画家、グラフィックデザイナー（* 1934年）
- 4月21日 - セルジオ・レンディーネ（英語版）：作曲家（* 1957年）
- 4月27日 - ジョバンニ・ロンバルド・ラディーチェ（英語版）（ジョン・モーゲン）：俳優（* 1950年）

### 5月
- 5月3日 - アレッサンドロ・ダラトリ（英語版）：俳優、映画監督、脚本家（* 1955年）
- 5月6日 - ピエトロ・バルッチ（英語版）：建築家、都市計画家（* 1922年）
- 5月13日 - ジオット・ビッザリーニ（英語版）、イタリアの自動車エンジニア（* 1923年）
- 5月20日 - サンテ・ラヌッチ（英語版）：自転車競技選手（* 1933年）
- 5月28日 - イザ・バルツィッツァ（英語版）：女優（* 1929年）
- 5月30日 - パオロ・ポルトゲージ（英語版）：建築家（* 1931年）

### 6月
- 6月8日 - レナート・ロンゴ（英語版）：シクロクロスレーサー、国際自転車競技連合殿堂（英語版）（* 1937年）
- 6月10日 - ヌッチョ・オルディネ：文学者、哲学者（* 1958年）
- 6月12日
  - シルヴィオ・ベルルスコーニ：第50・56・57・59代首相（* 1936年）
  - フランチェスコ・ヌティ（英語版）：俳優、映画監督、脚本家（* 1955年）

### 7月

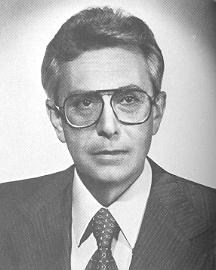
アルナルド・フォルラーニ

- 7月6日 - アルナルド・フォルラーニ：第43代首相（* 1925年）
- 7月19日 - シルヴァーナ・ラットマン（英語版）：生物学者、作家（* 1918年）

### 8月
- 8月3日 - ブルーノ・メアッリ（英語版）：自転車競技選手（* 1937年）
- 8月7日 - マリオ・トロンティ（英語版）：哲学者、政治家（* 1931年）
- 8月10日
  - アントネッラ・ルアルディ（英語版）：女優、歌手（* 1931年）
  - チェーザレ・チポリーニ（英語版）：自転車競技選手（* 1958年）
  - ミケラ・ムルジア（英語版）：小説家、脚本家（* 1972年）
- 8月14日 - フランチェスコ・アルベローニ：社会学者、作家（* 1929年）
- 8月16日 - レナータ・スコット：ソプラノ歌手（* 1934年）
- 8月19日 - カルロ・マッツォーネ：サッカー選手 (DF)、監督（* 1937年）
- 8月22日 - トト・クトゥーニョ：歌手、作曲家（* 1943年）

### 9月

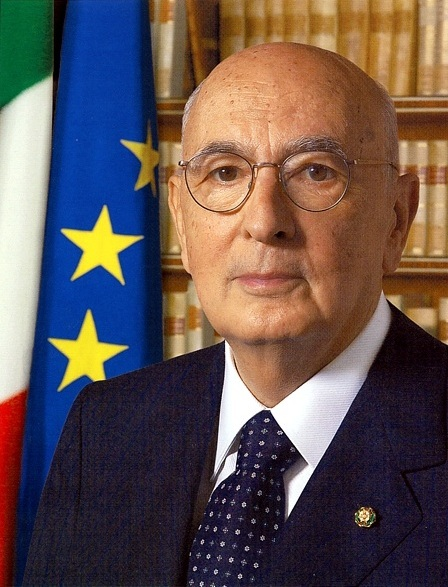
ジョルジョ・ナポリターノ

- 9月6日 - ジュリアーノ・モンタルド（英語版）：映画監督、脚本家（* 1930年）
- 9月22日 - ジョルジョ・ナポリターノ：第11代大統領（* 1925年）
- 9月25日 - マッテオ・メッシーナ・デナーロ（英語版）：マフィア（* 1962年）

### 10月
- 10月27日 - ジーン・ペリッシエール（英語版）：スキー登山家（* 1972年）

### 11月
- 11月10日 - ダビデ・レンネ（英語版）：ファッションデザイナー（* 1977年）
- 11月30日 - サンテ・ガイアルドーニ：自転車競技選手、1960年ローマオリンピック金メダリスト（* 1939年）

### 12月

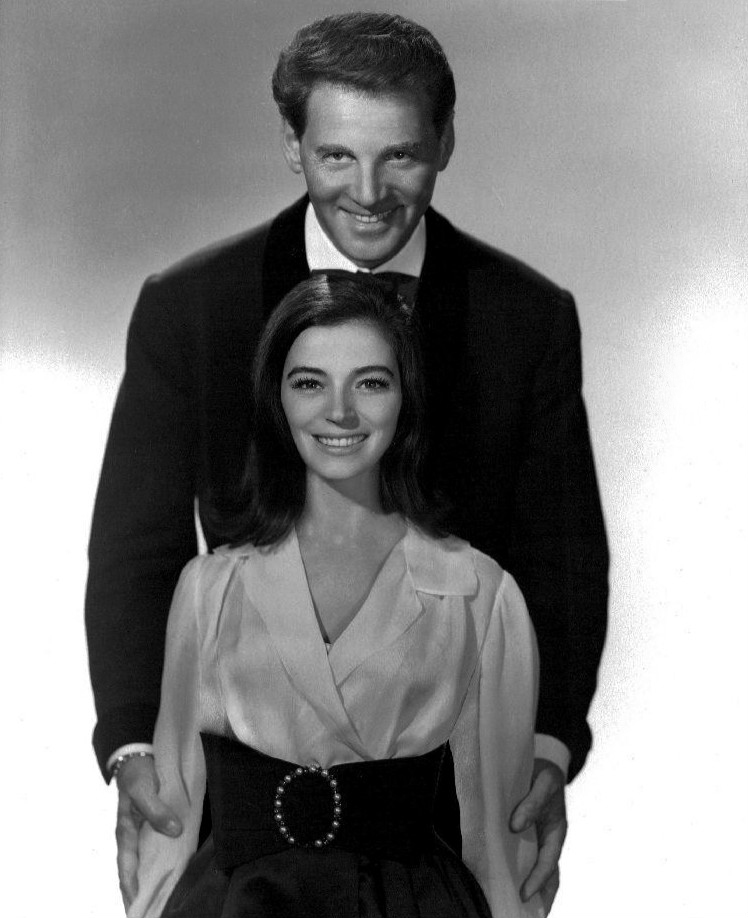
マリサ・パヴァン

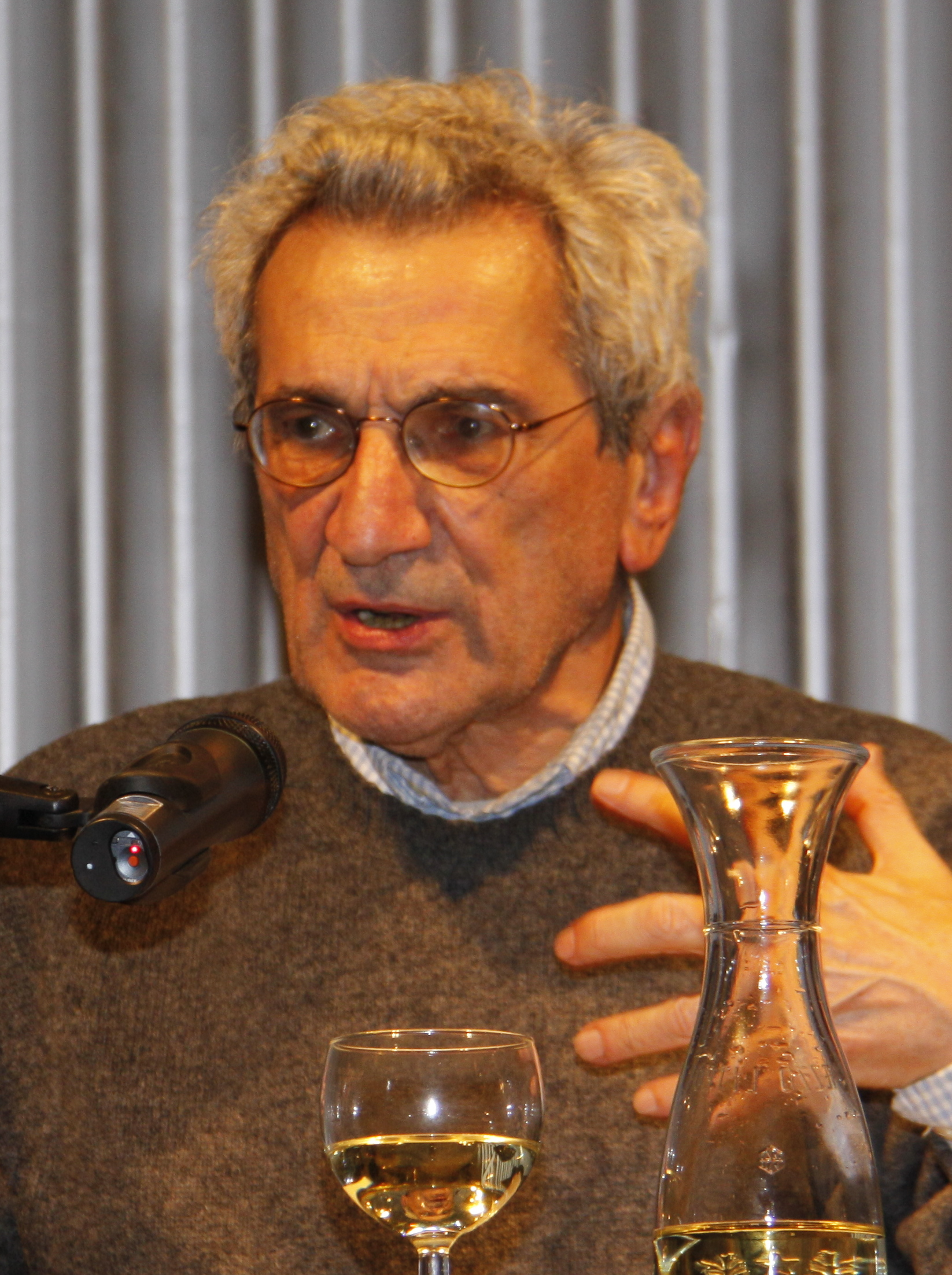
アントニオ・ネグリ

- 12月6日 - マリサ・パヴァン：女優（* 1932年）
- 12月12日 - マリオ・バルデマリン（英語版）：俳優（* 1926年）
- 12月13日 - アントニオ・ジュリアーノ：サッカーイタリア代表 (MF)（* 1943年）
- 12月15日 - アントニオ・ネグリ：哲学者、政治活動家（* 1933年）
- 12月20日 - アンドレア・バルベリ：陸上競技選手 (短距離走)（* 1979年）